# Reza Homam
Reza Homam (* 12. Dezember 1960; † 28. Januar 2006 in Hamburg) war ein deutscher Visagist.

## Leben
Homam, der als Vorreiter des Permanent Make-up gilt, zählte viele prominente Persönlichkeiten zu seinen Kunden, darunter Barbara Herzsprung, Esther Schweins, Dagmar Berghoff (mit der Homam auch wie mit Birgit Schrowange eine rechtliche Auseinandersetzung hatte), Sonja Kirchberger, Jürgen Drews. Er moderierte mehrere Fernsehsendungen und gründete eine eigene Kosmetiklinie. Homam war der Bruder der professionellen Pokerspielerin Soraya Homam.
Im Jahr 2002 ließ er per einstweiliger Verfügung die Auslieferung von Dieter Bohlens Biografie Nichts als die Wahrheit stoppen, da er sich darin geschmäht fühlte. Die betreffenden Passagen mussten entfernt werden.
Reza Homam nahm sich 2006 in seiner Hamburger Wohnung das Leben.